# Solidago faucibus
Solidago faucibus là một loài thực vật có hoa trong họ Cúc. Loài này được Wieboldt mô tả khoa học đầu tiên năm 2003.